# Jarú járás
Jarú járás (mongol nyelven: Яруу сум) Mongólia Dzavhan tartományának egyik járása. Területe 4900 km². Népessége 2547 fő.
Székhelye Csandmani (Чандмань), mely 56 km-re északra fekszik Uliasztaj tartományi székhelytől.